# Residenzstraße (metropolitana di Berlino)
Residenzstraße è una stazione della metropolitana di Berlino, sulla linea U8.